# Believe in Nothing
Believe in Nothing osmi je studijski album britanskog gothic metal-sastava Paradise Lost. Album je 26. veljače 2001. godine objavila diskografska kuća EMI.

## O albumu
Za razliku od pristupa na svojim prethodnim albumima, na Believe in Nothingu se Paradise Lost uvelike oslanjao na zvuk gitare i prirodniji zvuk bubnjeva, no bez stilističkog povratka metal glazbi prisutnoj na prvim albumima skupine.
Believe in Nothing jedan je od posljednjih albuma laganijeg zvuka koje je sastav snimao od albuma One Second. Gregor Mackintosh, gitarist i glavni skladatelj skupine, izjavio je kako album "u njegovim očima ne postoji" jer je u pitanju album na kojem je Paradise Lost izgubio kreativnu kontrolu; sastav je prilikom snimanja albuma pratio stroge upute koje mu je izdavala diskografska kuća. Mackintosh je također komentirao kako smatra da su neke pjesme, kao što je "World Pretending", zaslužile bolji zvuk i produkciju. Još je više negativnog stava u pogledu albuma uslijedilo nakon što su obožavatelji grupe upitali pjevača Nicka Holmesa kako skupina odabire tko im izrađuje naslovnice; Holmes je izjavio: "Nemojte me pitati o naslovnici za BIN, mislim da su nam taj dan pića bila drogirana!" Godine 2007. Holmes je opisao proces snimanja albuma, izjavljujući: 

## Objava i singlovi
Album je izvorno trebao biti objavljen 18. rujna 2000. godine, no objava je naknadno bila odgođena prvo na siječanj te na koncu na 26. veljače 2017. U pogledu odgode, sastav je izjavio: 
Tijekom snimanja albuma, grupa je snimila pjesmu "Leave This Alone", no ona se nije našla ni na izvornom albumu ni na njegovim reizdanjima. Umjesto toga, pjesma je bila objavljena na singlu "Fader". Pjesma "Mouth" bila je remiksana te je bila posebno objavljena na istoimenome singlu. Oba singla popratili su zasebni glazbeni spotovi.

## Popis pjesama
Tekstovi: Nick Holmes, glazba: Greg Mackintosh.
| 1.    | »I Am Nothing«         | 4:01 |
| 2.    | »Mouth«                | 3:45 |
| 3.    | »Fader«                | 3:57 |
| 4.    | »Look at Me Now«       | 3:37 |
| 5.    | »Illumination«         | 4:31 |
| 6.    | »Something Real«       | 3:35 |
| 7.    | »Divided«              | 3:27 |
| 8.    | »Sell It to the World« | 3:11 |
| 9.    | »Never Again«          | 4:38 |
| 10.   | »Control«              | 3:29 |
| 11.   | »No Reason«            | 3:14 |
| 12.   | »World Pretending«     | 4:28 |
| 45:53 |                        |      |

## Recenzije
Iako je sastav kasnije izrazio svoju skeptičnost u pogledu albuma, u doba objave dobio je vrlo dobre kritike. 
Stranica Metal.de u svojoj je recenziji izjavila: "Budimo iskreni, što nas je fasciniralo na albumima poput Gothica i Shades of God? Upravo tako, melodije i ježenje kože, ali sigurno ne žestina pjesama! Žestina je potpuno nestala, ali su se [melodije i ježenja kože] pojačali za barem 100%. Po mom mišljenu, to je i više nego adekvatna naknada!". Stranica je dodijelila albumu 9 od 10 bodova. Breda Maßmann, recenzentica časopisa Rock Hard, izjavila je kako je Paradise Lost "novom pločom skladao klasičnu stvar s nekim potencijalnim hitovima [...]. Nesumnjivo, riječ je o slučaju u kojem se često pritišće tipka za ponavljanje!". Albumu je dodijelila 8 od 10 bodova.
David Peter Wesolowski, glazbeni kritičar sa stranice AllMusic, dodijelio je albumu tri od pet zvjezdica te je izjavio: "Britanski sastav Paradise Lost ima smisla za stvaranje mračnog i turobnog, a opet vrlo pristupačnog metala. I to je upravo ono što radi na Believe in Nothingu, servirajući mnogo pjesama koje bi se mogle svidjeti širokoj lepezi glazbenih obožavatelja. Čvrst i melodičan, "Mouth" je odličan primjer [...] rock pjesme koja se penje na vrh glazbenih ljestvica. Zapravo bi se gotovo ista stvar mogla reći i za [pjesme]  "Fader" i "Illumination". Također vrijedi spomenuti i "Look at Me Now", iako je vjerojatno preblaga [skladba] te joj stoga nedostaje izdržljivost. Prikladno sumorna "Never Again" pak postaje sve bolja sa svakim novim slušanjem. U konačnici, Believe in Nothing baš i ne dostiže iste visine kao par prethodnih albuma grupe, kao što su Shades of God' i One Second. Ali je svejedno kvalitetno djelo i dobar način za ulazak u vode metala bez stvaranja pretjeranog loma u susjedstvu".

## Zasluge
| Paradise Lost - Nick Holmes – vokali - Greg Mackintosh – solo gitara, klavijature, programiranje, aranžman žičanih instrumenata - Aaron Aedy – ritam gitara - Stephen Edmondson – bas-gitara - Lee Morris – bubnjevi Ostalo osoblje - Gerhard Woelfe – miksanje - Greg Brimson – produkcija - Michael Schwabe – mastering - Martyn Goodacre – fotografija (sastava) - Martin – fotografija (pčela) - microdot – dizajn | Dodatni glazbenici - Dinah Beamish – violončelo (na pjesmama 3, 7 i 9) - Jacqueline Norrie – violina (na pjesmama 3, 7 i 9) - Clare Finnimore – viola (na pjesmama 3, 7 i 9) - Sophie Harris – violončelo (na pjesmama 3, 7 i 9) - Claire Orsler – viola (na pjesmama 3, 7 i 9) - Sally Herbert – violina, aranžman žičanih instrumenata (na pjesmama 3, 7 i 9) - John Fryer – programiranje, produkcija, inženjer zvuka |